# Хумболтов пингвин
Хумболтов пингвин (лат. Spheniscus humboldti) врста је пингвина који настањује Јужну Америку, тачније Чиле и Перу. Припада роду Spheniscus, у који такође спадају и магеланов, магарећи и галапагошки пингвин. Хумболтов пингвин је назван по хладној морској струји у којој плива, а која је названа по истаживачу Александру фон Хумболту. Врста се налази на IUCN листи као рањива.

## Опис
Хумболтови пингвини су средње величине и расту 56-70 cm у висину, а могу да теже 3.6-5.9 килограма. Имају црну главу са белим ободом који иде иза очију, око црне шаре од ушију до репа и спаја се са белим делом код грла. Имају црно-сиви горњи и беличасти доњи део предњег дела тела. На грудима се издваја црна трака која се протеже бутинама и боковима. На кљуну се истиче розе основа. Млади имају тамне главе и немају црну траку на грудима. Хумболтови пингвини имају бодље на свом језику уз помоћ којих држе свој плен.

## Размножавање
Гнезде се на острвима и стеновитим обалама, где ископавају рупе или користе природне шупљине и пећине. У Јужној Америци, хумболтови пингвини живе искључиво на пацифичкој обали, и ареал хумболтовог пингвина преклапа се с ареалом магелановог пингвина на централним обалама Чилеа. Понекад се деси да се поједине јединке сретну на обалама Колумбије и Еквадора, и то су углавном скитнице.

### Подизање младих
Године 2009. у зоо врту у Бремерхафену, Немачка, два одрасла мужјака хумболтовог пингвина усвојила су јаје које је било одбачено од стране биолошких родитеља. Након што се јаје излегло, мужјаци су бринули о младунцу, штитили га и хранили исто као што се нормалан пар пингвина брине о свом младунцу. Још један такав примерак забележен је 2014. године, када су два мужјака из Вингем дивљег парка постали центар међународне медијске пажње као пар два мушка пингвина повезана годинама раније која су усвојила и излегла јаје дато им као сурогат родитељима након што га је мајка одбацила на пола пута током инкубације.

## Галерија
- Горњи део тела
- Хумболтов пингвин у зоолошком врту Сент Луис
- Пар пингвина који се „љуби“
- Пливање под водом
- Хумболтов пингвин у зоолошком врту Даблин
- Хумболтов пингвин под водом у зоолошком врту Бремерхафен
- Хумболтов пингвин током митарења
- Хумболтов пингвин у зоолошком врту Орегон
- Museum specimen